# Saint-Romain (Vienne)
Saint-Romain è un comune francese di 428 abitanti situato nel dipartimento della Vienne nella regione della Nuova Aquitania.

## Società

### Evoluzione demografica
Abitanti censiti